# Theofore naam
Een theofore naam (van het Griekse θεός theós, "god" en φέρειν phérein, "dragen") is een naam die voor een deel de naam van een god draagt. Dit zijn vooral persoonsnamen en plaatsnamen.
Theofore namen komen al heel lang voor in veel culturen. In het Oude Egypte zijn overleveringen van tussen 3000 en 2600 v.Chr. waarin theofore namen voorkomen. Dit zijn mogelijk de oudste geschreven religieuze teksten. Voorbeelden van zijn dergelijke theofore namen zijn Raneb, "Ra is Heer", Sobekhotep, "Sobek is tevreden", Thoetmosis, "Thot is geboren", "uit Thoth geboren" en Ramses, "Ra is geboren", "uit Ra geboren".
Ook in het oude Mesopotamië kwamen theofore namen veelvuldig voor, vooral bij koningsnamen. Deze werden met zorg geconstrueerd en mochten in de regel door gewone burgers niet gedragen worden. Zij weerspiegelen vaak de goden (en hun tempels) waar de koning zich sterk mee associeert. Assyrische namen verwijzen vaak naar de god Assur, zoals Assur-nirari III, “Aššur is mijn hulp”. Babylonische namen van na de Kassietentijd verwijzen vaak naar Marduk, zoals Marduk-kabit-ahheshu, "onder zijn broers is Marduk de belangrijkste". Vóór die tijd eerder naar Enlil, zoals Kadašman-enlil I.
In de Hebreeuwse Bijbel zijn theofore namen herkenbaar aan elementen die verwijzen naar:
- El - zoals Israël, "hij strijdt met God", de naam die Jakob kreeg volgens Genesis 32:29
- Baäl - zoals Jerubbaäl, "Moge Baäl met hem strijden" of "Laat Baäl strijden", de naam die aan Gideon werd gegeven volgens Rechters 6:32
- Jah (verkorte vorm van JHWH) - zoals in Elia, "(Mijn) God is JH(WH)"

Hedendaagse namen zijn:
- Theodoor, Dieudonné(e), Godiva - "door God gegeven"
- Theofiel, Amadeus, Gottlieb - "vriend van God" (Theofilus was de naam van degene aan wie Lucas zijn boeken opdroeg)
- Godschalk - "knecht van God"
- Godfried - "vrede van God"